# (617) Patroclus
(617) Patroclus – planetoida z grupy trojańczyków Jowisza obozu trojańskiego.

## Odkrycie
Planetoida została odkryta 17 października 1906 roku w Landessternwarte Heidelberg-Königstuhl w Heidelbergu przez niemieckiego astronoma Augusta Kopffa. Nazwa pochodzi od mitologicznego wojownika Patroklosa bohatera Iliady Homera.

## Orbita
Orbita (617) Patroclusa nachylona jest do płaszczyzny ekliptyki pod kątem 22,0°. Na jeden obieg wokół Słońca ciało to potrzebuje 11 lat i 347 dni, krążąc w średniej odległości 5,23 j.a. od Słońca. Mimośród orbity tej planetoidy to 0,138.
Jako trojańczyk (617) Patroclus podąża w swej drodze wokół Słońca zawsze 60° za Jowiszem, znajdując się w punkcie libracji L5 Lagrange’a.

## Właściwości fizyczne
(617) Patroclus ma średnicę ok. 122 km. Jego jasność absolutna to 8,19m. Okres obrotu tej planetoidy wokół własnej osi wynosi 4 dni 6 godzin i 48 minut. Na powierzchni tej planetoidy panuje średnia temperatura 110 K.

## Podwójność planetoidy
W roku 2001 odkryto, że planetoida ta jest obiektem podwójnym, w którym to układzie większy składnik (Patroclus) ma średnicę 122 km, zaś mniejszy (Menoetius) – ok. 112 km. Ponieważ jest to system synchroniczny, tzn. obrót każdego ze składników równa się jego obiegowi wokół wspólnego środka masy, obydwa ciała zawsze zwrócone są do siebie tymi samymi stronami, odległość między nimi to ok. 680 km.
Mniejszy składnik układu otrzymał najpierw oznaczenie prowizoryczne S/2001 (617) 1, które zostało następnie zastąpione stałym określeniem Menoetius.